# Calyptranthera brevicaudata
Calyptranthera brevicaudata är en oleanderväxtart som beskrevs av Klackenberg. Calyptranthera brevicaudata ingår i släktet Calyptranthera och familjen oleanderväxter. Inga underarter finns listade i Catalogue of Life.